# Lin Mei-chun
Lin Mei-chun (* 11. Januar 1974) ist eine ehemalige taiwanische Fußballspielerin.

## Karriere
Lin spielte im November 1991 für Ming Chuan in ihrer taiwanischen Heimat. Die Angreiferin stand bei der Weltmeisterschaft 1991 im Kader der Nationalmannschaft, die das Viertelfinale erreichte, und kam auf vier Einsätze gegen Italien (0:5), Deutschland (0:3), Nigeria (2:0) und die Vereinigten Staaten (0:7); beim Erfolg über Nigeria erzielte Lin den Treffer zum 1:0.